# 池田克
池田 克（いけだ かつ、1893年5月23日 - 1977年9月4日）は、日本の司法官僚、検事、裁判官。最高裁判所判事。

## 経歴
静岡県出身。幕臣、郡長・池田忠一の三男として生まれる。三重一中、第一高等学校を経て、1917年7月、東京帝国大学法科大学法律学科（仏法）を卒業。同年8月、司法省に入り司法官試補・東京地方裁判所詰となる。
1917年7月、東京地裁予備検事に発令され、同検事、兼司法書記官・行刑局付、刑事局兼行刑局（思想部長）、大臣官房調査課長などを歴任。治安維持法などを立案し、その後、思想犯担当検事（通称・思想検事）となる。
1935年3月、大審院検事に就任。以後、東京刑事地方裁判所検事正、司法省刑事局長、名古屋控訴院（現:名古屋高等裁判所）検事長を歴任し終戦を迎える。
戦後、1945年10月、大審院次長検事となる。検察首脳になってからは金がないため、東京都杉並にあった自分の家を売って交際費に充てていた。1946年7月に退職。同年8月に弁護士登録を行い、思想犯担当検事の経歴から公職追放される。
1952年に公職追放解除され、1954年11月に最高裁判事となった。この人事は緒方竹虎副総理と小原直法務大臣との間で進められ、造船疑獄の後であり検察人事との関係で注目を集めた。
1955年2月27日の最高裁判所裁判官国民審査において、罷免を可とする票4,090,578票、罷免を可とする率12.49%で信任。同時に審査された判事がいなく、審査対象の判事が1名のみという国民審査はこのときが唯一である。1963年5月、定年退官。同年6月に弁護士登録を行い、1964年4月から1977年9月まで國學院大學教授を務めた。

## 親族
- 妻 池田須賀（末弘厳太郎の妹）
- 兄 池田宏・神奈川県知事（官選）

## 著書
- 毛利基との共著『思想犯篇』防犯科学全集第6巻、中央公論社、1936年。